# Divisió administrativa de Lituània
Lituània es divideix en 10 comtats o (lituà: singular - apskritis, plural - apskritys), governats per governadors (lituà singular - apskrities viršininkas, plural - apskrities viršininkai). Són sotsdividits en Seniūnija, sotsdivisió creada el 1994 i modificada el 2000.
Els municipis han estat la unitat d'administració més important a Lituània des que el sistema de governació del comtat (apskrities viršininkas) es va dissoldre el 2010. Alguns municipis s'anomenen històricament "municipis de districte" (sovint escurçat a "districte"), mentre que d'altres s'anomenen "municipis de ciutat" (de vegades escurçat a "ciutat"). Cadascú té el seu propi govern electe. L'elecció dels consells municipals es feia inicialment cada tres anys, però ara es fa cada quatre anys. El consell nomena els ancians per governar els ancians. Els alcaldes són elegits directament des del 2015; abans, eren nomenats pel consell.
Els ancians, més de 500, són les unitats administratives més petites i no tenen cap paper en la política nacional. Proporcionen els serveis públics locals necessaris, per exemple, el registre de naixements i defuncions a les zones rurals. Són els més actius en el sector social, identificant persones o famílies necessitades i organitzant i distribuint el benestar i altres formes de socors. Alguns ciutadans consideren que les persones grans no tenen poder real i reben massa poca atenció, i que d'una altra manera podrien convertir-se en una font d'iniciativa local per abordar els problemes rurals.

## Llista
| #  | Comtat                                | Capital     | Àrea en km² (rank) | Població el 2001 (rangle) | Població per km² (rank) | Municipis | Nombre de Seniūnijas |
| -- | ------------------------------------- | ----------- | ------------------ | ------------------------- | ----------------------- | --- | -------------------- |
| 1  | Comtat d'Alytus (listen • info)       | Alytus      | 5.425 (6)          | 188.000 (7)               | 34,7 (8)                | - Municipi d'Alytus - Districte municipal d'Alytus - Municipi de Druskininkai - Districte municipal de Lazdijai - Districte municipal de Varėna                                                                                                | 35                   |
| 2  | Comtat de Kaunas (listen • info)      | Kaunas      | 8.060 (3)          | 702.100 (2)               | 87,1 (2)                | - Municipi de Birštonas - Districte municipal de Jonava - Districte municipal de Kaišiadorys - Kaunas - Districte municipal de Kaunas - Districte municipal de Kėdainiai - Districte municipal de Prienai - Districte municipal de Raseiniai   | 88                   |
| 3  | Comtat de Klaipėda (listen • info)    | Klaipėda    | 5.209 (7)          | 386.100 (3)               | 74,1 (3)                | - Klaipėda - Districte municipal de Klaipėda - Districte municipal de Kretinga - Neringa - Palanga - Districte municipal de Skuodas - Districte municipal de Šilutė                                                                            | 43                   |
| 4  | Comtat de Marijampolė (listen • info) | Marijampolė | 4.463 (8)          | 188.800 (6)               | 42,3 (5)                | - Municipi de Kalvarija - Municipi de Kazlų Rūda - Municipi de Marijampolė - Districte municipal de Šakiai - Districte municipal de Vilkaviškis                                                                                                | 40                   |
| 5  | Comtat de Panevėžys (listen • info)   | Panevėžys   | 7.881 (4)          | 300.300 (5)               | 38,1 (7)                | - Districte municipal de Biržai - Districte municipal de Kupiškis - Panevėžys - Districte municipal de Panevėžys - Districte municipal de Pasvalys - Districte municipal de Rokiškis                                                           | 46                   |
| 6  | Comtat de Šiauliai (listen • info)    | Šiauliai    | 8.540 (2)          | 370.400 (4)               | 43,4 (4)                | - Districte municipal d'Akmenė - Districte municipal de Joniškis - Districte municipal de Kelmė - Districte municipal de Pakruojis - Districte municipal de Radviliškis - Šiauliai - Districte municipal de Šiauliai                           | 61                   |
| 7  | Comtat de Tauragė (listen • info)     | Tauragė     | 4.411 (9)          | 134.300 (10)              | 30,4 (9)                | - Districte municipal de Jurbarkas - Municipi de Pagėgiai - Districte municipal de Šilalė - Districte municipal de Tauragė | 38                   |
| 8  | Comtat de Telšiai (listen • info)     | Telšiai     | 4.350 (10)         | 180.000 (9)               | 41,4 (6)                | - Districte municipal de Mažeikiai - Districte municipal de Plungė - Municipi de Rietavas - Districte municipal de Telšiai | 36                   |
| 9  | Comtat d'Utena (listen • info)        | Utena       | 7.201 (5)          | 186.400 (8)               | 25,9 (10)               | - Districte municipal d'Anykščiai - Districte municipal d'Ignalina - Districte municipal de Molėtai - Districte municipal d'Utena - Municipi de Visaginas - Districte municipal de Zarasai                                                     | 53                   |
| 10 | Comtat de Vílnius (listen • info)     | Vílnius     | 9.760 (1)          | 850.700 (1)               | 87,2 (1)                | - Municipi d'Elektrėnai - Districte municipal de Šalčininkai - Districte municipal de Širvintos - Districte municipal de Švenčionys - Districte municipal de Trakai - Districte municipal d'Ukmergė - Vílnius - Districte municipal de Vílnius | 107                  |

## Mapa
Aquest mapa mostra els municipis i comtats. Al peu, els noms no indicats dins d'ell.
| 1 - Vílnius 2 - Kaunas 3 - Klaipėda | 4 - Panevėžys 5 - Šiauliai 6 - Alytus | 7 - Birštonas 8 - Palanga 9 - Visaginas 10 - Neriga |